# Séparation de corps
Pour les articles homonymes, voir Séparation.
La séparation de corps correspond à l'état des époux qui n'ont plus de vie conjugale. Cet état peut être constaté par une décision judiciaire, qui dès lors dispense les époux des devoirs, tels que la cohabitation, auxquels ils se sont astreints lors de leur mariage. Par métonymie, et par commodité, on désigne cet acte juridique sous le même nom de séparation de corps. Il s'agit d'une alternative au divorce, utilisée notamment pour respecter le sacrement de mariage de la religion catholique.

## Par État

### EnFrance
Il est défini par les articles 296 et suivants du Code civil, et constitue après deux ans de séparation minimum, lorsque celle-ci est irrémédiable, ce que l'on appelle une « altération définitive du lien conjugal » qui peut être reconnue comme recevable lors d'une procédure de divorce (art. 237 du code civil).

### AuQuébec(Canada)
La séparation de corps est possible « lorsque la volonté de vie commune est gravement atteinte ».
L'article 416 al.2 C.c.Q. prévoit que lorsqu'il y a reprise de vie commune après une séparation de corps,  le partage du patrimoine familial  s'effectue en prenant la date de reprise de vie commune comme remplacement à la date du mariage.